# Emma Albani
Dame Emma Albani, właśc. Marie Louise Emma Cécile Lajeunesse (ur. 1 listopada 1847 w Chambly, zm. 3 kwietnia 1930 w Londynie) – kanadyjska śpiewaczka, sopran (początkowo koloraturowy, później dramatyczny).

## Życiorys
W dzieciństwie uczyła się gry na fortepianie i harfie oraz śpiewu. W 1856 roku wystąpiła po raz pierwszy publicznie w Montrealu w roli pianistki i śpiewaczki. W 1860 roku śpiewała z okazji wizyty księcia Walii w Montrealu. W 1865 roku przeprowadziła się wraz z rodzicami do Albany w stanie Nowy Jork, gdzie śpiewała w chórze katolickiego kościoła św. Józefa. W latach 1868–1870 studiowała w Paryżu u Gilberta Dupreza i w Mediolanie u Francesco Lampertiego. W 1870 roku zadebiutowała jako śpiewaczka operowa w Mesynie rolą Aminy w Lunatyczce Vincenzo Belliniego. W kolejnych latach występowała w Mediolanie, Paryżu i Londynie (1872), Moskwie i Petersburgu (1873–1874 i 1878–1879), Berlinie (1881 i 1887) oraz Nowym Jorku (1874–1875). Odbyła też podróże koncertowe do Indii, Australii i Ameryki Południowej. W 1872 roku osiadła w Londynie. W jej repertuarze znajdowały się partie z dzieł włoskich i francuskich kompozytorów operowych, a także Richarda Wagnera, była też cenioną wykonawczynią dzieł oratoryjnych. Po występach w Niemczech w roli Izoldy w Tristanie i Izoldzie w 1896 roku przestała pojawiać się w repertuarze operowym. Wystąpiła podczas uroczystości pogrzebowych królowej Wiktorii w 1901 roku. W 1911 roku zakończyła karierę sceniczną, pożegnalny koncert dała w londyńskiej Royal Albert Hall.
W 1897 roku otrzymała złoty medal Royal Philharmonic Society. W 1920 roku rząd brytyjski przyznał jej dożywotnią pensję. Dama Komandor Orderu Imperium Brytyjskiego (1925). Opublikowała pamiętniki pt. Forty Years of Song (wyd. Londyn 1911).